# حدیث سد الابواب

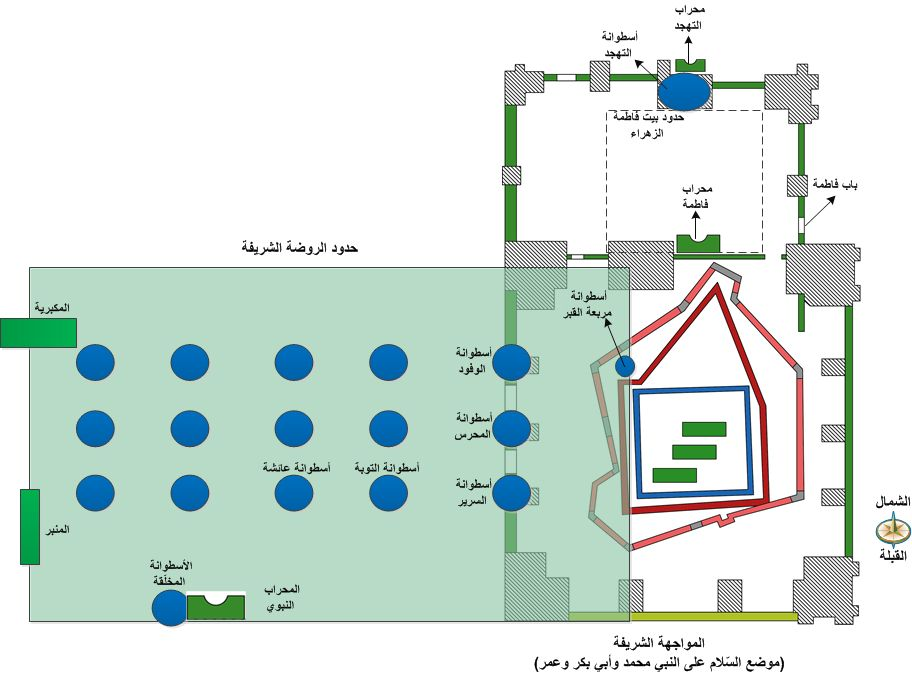
نقشه‌ای از مسجد النبی که بیت فاطمه (منزل علی بن ابی‌طالب) در آن مشخص شده‌است.

حدیث سد الابواب (به فارسی: حدیث بستن درب‌ها)، اشاره به واقعه‌ای دارد که بر اساس آن، محمّد، دستور داد تا تمام درب‌های منازلی که به مسجدالنبی باز می‌شدند، برای همیشه بسته شوند. در این دستور، درب منزل علی بن ابی‌طالب استثناء شده بود. این روایت به طرق مختلف و به کثرت از محمّد نقل شده‌است؛ به طوری که شافعی این روایت را به هشت طریق مختلف نقل کرده‌است. ماجد بن أحمد العطیه، ۵۴ روایت را با اسناد مختلف در مقام حدیث سد الابواب جمع‌آوری کرده‌است. بنابر آنچه ابن ابی‌الحدید در شرح نهج البلاغه خود نقل می‌کند، این امر محمّد، سبب غضب و کینه عایشه نسبت به علی بن ابی‌طالب شد.

## متن روایت
روایت سد الابواب، در منابع شیعی و سنی -با اندکی تفاوت- نقل شده‌است؛ در منابع اهل سنت، افرادی چون ترمذی، نسائی، حاکم نیشابوری و احمد بن حنبل به این روایت اشاره کرده‌اند. این روایت به‌طور کلی به چند شکل نقل شده‌است:
- «سدّوا الأبواب إلاّ باب علی؛ تمام درب‌ها، جز در خانه علی را ببندید.»
- «سدّوا هذه الأبواب إلاّ باب علی؛ این درب‌ها؛ جز درِ خانه علی را ببندید.»
- «فإنّی أمرت بسدّ هذه الأبواب غیر باب علی، فقال فیه قائلکم. واللّه، ما سددت شیئاً ولا فتحته، ولکن اُمرت بشیء فاتّبعته؛ من به بستن این درب‌ها جز در خانه علی امر نمودم، برخی از شما به این مسئله اعتراض کردید، به خدا سوگند! من -به رأی خود- نه دری را بستم و نه دری را گشودم، بلکه به کاری امر شدم و از آن فرمان، پیروی کردم.»
- «لیخرج من المسجد إلاّ آل رسول اللّه وآل علی؛ هر کس جز خاندان رسول خدا و خاندان علی، باید از مسجد خارج شوند.»

در برخی منابع اهل سنت همچون صحیح بخاری و صحیح مسلم، این روایت با تغییر دیگری نقل شده‌است؛ بر اساس این روایت؛ به جای کلمه «علی»، «ابوبکر» و به جای کلمه «درب» از کلمه «دریچه» استفاده شده‌است.

## نقدها
سید علی میلانی در مقام نقد به روایتی که در صحیح بخاری و صحیح مسلم و در فضیلت ابوبکر آمده‌است، معتقد است که روایت بستن دریچه، ساختگی بوده و همان روایت بستن درب است که تغییر داده شده‌است. وی برای اثبات این ادعا، به دلایلی استناد می‌کند:
1. تعارض در صحیح بخاری: با وجود آنکه بخاری در صحیحش، روایت را در فضیلت ابوبکر و با کلمه دریچه نقل می‌کند، اما در بخش مناقب، همان روایت را با لفظ درب می‌آورد. شارحان صحیح بخاری نیز به این نکته توجه داشته و در مقام پاسخ گفته‌اند که روایت دوم، نقل به معنا شده و اصل روایت نمی‌باشد.
2. خبر واحد بودن حدیث دریچه در صحیح بخاری: بر اساس آنکه حدیث دریچه را تنها بخاری نقل کرده و از آنجا که اهل سنت نسبت به روایت واحد، نظر مساعدی ندارند، این روایت از درجه اعتبار ساقط است.
3. ضعف سند روایت دریچه: بر اساس آنچه رجالیون اهل سنت نقل می‌کنند، روایت دریچه در صحیح بخاری، به جهت قرار گرفتن افرادی چون جریر بن حازم، وهب بن جریر و عِکْرَمه بربری در سند روایت، ضعیف محسوب می‌شود.
4. اشکالات ساختاری و خلاف وقایع تاریخی در روایات دریچه.

## دیدگاه علمای اسلام
دانشمندان شیعه و سنی دربارهٔ روایت سد الابواب و متن آن دچار اختلاف شده‌اند؛ در این بین شیعیان، روایت را در مقام فضیلت علی بن ابی‌طالب دانسته و آن را معتبر می‌دانند؛ در مقابل اهل سنت، به چند دیدگاه دربارهٔ این روایت رسیده‌اند:
- برخی از آنها اصل حدیث «سدّوا الأبواب إلاّ باب علی» را ذکر نکردند، و آن را نه نفی نمودند و نه اثبات نموده‌اند. از این گروه می‌توان نَوَوی در شرح صحیح مسلم، کرمانی در شرح بُخاری و ابن سیدالناس در سیره خود نام برد.
- برخی این حدیث را آورده‌اند، ولی سخنانشان دربارهٔ آن ناهمگون است. از این گروه می‌توان عینی را نام برد که به نظر می‌رسد در یک جا این حدیث را رد کرده‌است، یا حدیث «دریچه» را بر آن ترجیح داده‌است؛ و در جای دیگر -بر اساس گفته طَحاوی و دیگران- خواسته‌است دو حدیث را جمع کند.
- برخی به ساختگی بودن این حدیث حکم کرده‌اند؛ از این گروه می‌توان ابن جوزی و پیروان او را نام برد.
- بعضی به صحّت و ثبوت این حدیث اعتراف کرده و جعلی و ضعیف بودن آن را رد کرده‌اند و در این راستا کوشیده‌اند که دو حدیث را جمع کنند. از این گروه می‌توان طَحاوی، ابن حجر عسقلانی و پیروان آنها را نام برد.

### جمع بین روایت دریچه و درب
در این میان، ابن روزبهان، در جمع بین این دو دیدگاه معتقد است که مسجد در زمان محمد، به خانه وی متصل بوده و علی به خاطر موقعیت فاطمه زهرا، در خانه محمد سکونت داشته‌است. با این حال، افراد دیگری که به مسجد درب اختصاصی داشتند، برای نمازگزاران مزاحم بوده و رسول خدا دستور بستن تمام درب‌ها جز درب خانه علی را داده‌است. در همین حال، پیامبر برای اعلان فضیلت ابوبکر، اجازه داد تا ابوبکر دریچه‌ای به مسجد داشته باشد. بر اساس اعتقاد ابن روزبهان، با این تدبیر محمد، فضیلتی برابر برای علی و ابوبکر ثابت شده‌است. سید علی میلانی به دیدگاه وی و برخی دیگر که در مقام جمع این دو روایت بوده‌اند، پاسخ و نقدهایی را داده‌است.

## ناقلان روایت

### صحابه[۱۰]
1. علی بن أبی طالب
2. سعد بن أبی وقّاص
3. عبدالله بن عباس
4. أبو سعید الخدری
5. عمر بن خطاب
6. عبدالله بن عمر بن خطاب
7. زید بن أرقم
8. البراء بن عازب الأنصاری
9. جابر بن سمرة
10. أنس بن مالک
11. جابر بن عبدالله الأنصاری
12. ابن مسعود
13. ابوذر غفاری
14. حذیفة بن اسید الغفاری
15. بریدة الأسلمی السوائی
16. أبو الحمراء
17. عبدالله بن مسعود
18. عایشه
19. أم سلمة

## در ادبیات
واقعه سد الابواب، در ادبیات عرب نیز جلوه نموده و موضوع برخی قصاید شاعران گردیده است. از جمله آنها شعری است که سید حمیری سروده‌است:
| صهر النبی وجاره فی مسجد |  | طهر بطیبه للرسول مطیب     |
| سیان فیه علیه غیر مذمم  |  | ممشاه إن جنبا وإن لم یجنب |

در قصیده دیگر سروده‌است:
| وخص رجال من قریش بأن بنی  |  | لهم حجراً فیه وکان مسدّدا     |
| فقیل له أسدد کل باب فتحته |  | سوی باب ذی التقوی علی فسدّدا |

و همچنین سروده دیگرش:
| جاروا علی أحمد فی جاره |  | والله قد أوصاه بالجار |
| هو جاره فی مسجد طاهر   |  | ولم یکن من عرصه الدار |
| أربی بما کان وأربی بما |  | فی کل إعلان واسرار    |
| وأخرج الباقین منه معاً  |  | بالوحی من إنزال جبار  |

العبدی نیز در اینباره سروده‌است:
| سدّد أبوابهم سواه       |  | فأکثرت منهم الشرور    |
| وقال ما تبتغون فیه     |  | وهو علیم بذی الصدور   |
| یا قوم انی امتثلت أمراً |  | من ربّنا العالم الغفور |
| وکان هذا له دلیل       |  | بأنه وحده ظهیر        |

ابو اسود دوئلی نیز چنین سروده‌است:
| هل أرض مسجده توطأ منهم  |  | من بعد ذاک سواهما جنبان |
| إذ ذاک أذهب کل رجس عنهم |  | ربّی وطهرهم من الأرزان   |
| أتراک فی شک له من أنه   |  | للفضل خص بفتحه بابان    |